# Мохамед, Омар Мохамуд
Омар Мохамуд Мохамед «Финниш» («Филиш») (сомал. Cumar Maxamuud Maxamed, араб. عمر محمود محمد فنش‎, род. 1965, Джоухар) — сомалийский политический деятель. Бывший мэр Могадишо и губернатор Банадира, назначенный 22 августа 2019 года президентом Сомали Мохамедом Абдуллахи Мохамедом.

## Биография
Был лидером отколовшегося движения Объединённого сомалийского конгресса, которое первоначально было лояльно Али Махди Мухаммеду во время Гражданской войны в Сомали.
Мохамед также был когда-то верным заместителем Мусы Суди Ялахоу, но вскоре они оба боролись за свой контроль над Могадишо.
В начале 2006 года он был членом Альянса за восстановление мира и борьбу с терроризмом, который боролся против Союза исламских судов (СИС). Его войска были разбиты ополченцами СИС во второй битве при Могадишо.
В 2004 году стал одним из 275 членов образованного Переходного федерального правительства, перечисленных в официальном списке от 29 августа 2004 года, находясь в нём вплоть до 2009 года.
После поражения Союза исламских судов он вернулся в Могадишо и присутствовал 12 января 2007 года в Вилла Сомали, где между полевыми командирами города и ПФП было достигнуто соглашение о разоружении ополченцев и их направлении в национальную армию и полицию.